# Helaletes
Helaletes — вимерлий ссавець із надродини тапіруватих (Tapiroidea). Скам'янілості були знайдені в Північній Америці.

## Таксономія
Типовий вид Helaletes, H. nanus, відомий зі скам'янілостей Бриджіанського віку на заході США. Desmatotherium mongoliensis раніше відносили до Helaletes, але Bai et al. (2017) знайшли його віддалену спорідненість із видом типу H. nanus, виключивши номінальний вид H. medius Qiu, 1987 із Helaletidae.